# Pedro Pont Vergés
Pedro Pont Vergés (Santo Tomé, provincia de Corrientes, 29 de junio de 1924 - Córdoba, 23 de noviembre de 2003) fue un pintor, dibujante y grabador argentino de versátil trayectoria y mirada amplia sobre el quehacer del artista. Cultivó profundas amistades con pintores como Eduardo Bendersky y Carlos Alonso y escritores como José Viñals y Rafael Alberti. Incursionó esporádicamente en el ámbito de la literatura y tuvo gran influencia en el circuito cultural de la provincia de Córdoba, Argentina, jugando un papel fundamental en la creación de la Bienal Americana de Arte en la década de 1960 y en diferentes programas de democratización de la cultura durante la década de 1980. Ejerció además muchos años como profesor en la Escuela Superior de Bellas Artes de la Universidad Nacional de Córdoba.
En su vasta obra artística se destacan diferentes períodos que reflejan su búsqueda de una identidad pictórica propia, tanto cultural como individual.

## Biografía
Nace en Santo Tomé, Corrientes, en 1924. En 1934 su familia se radica en Córdoba. En 1943 comienza a estudiar grabado con el maestro Alberto Nicasio. En 1949 ingresa a la Facultad de Artes de la Universidad Nacional de Córdoba donde estudia con los maestros Roberto Viola y Ernesto Fariña.
En 1949 se casa con Delia María Serra y tienen dos hijos: Fernando y Marcelo. La relación llega a su fin en 1966.  En 1967 se une a la artista Ana Luque, con quien comparte el resto de su vida. De este matrimonio nace su hijo Sebastián. Entre 1967 y 1977 reside en Buenos Aires. En 1977, luego de la instauración del régimen militar en Argentina, se exilia en Madrid, España. Siete años después, en 1984, regresa a vivir a Córdoba con la restauración de la democracia en el país.
Fallece en Córdoba el 23 de noviembre de 2003.

## Carrera
Durante la década de 1950 integra el grupo de artistas jóvenes cordobeses conocido como “Artistas Modernos de Córdoba”, que llega a ser un referente dentro del panorama artístico nacional.
Durante la década de 1960 consolida su trabajo en el área de gestión cultural. Como Secretario Ejecutivo del Museo Municipal de Bellas Artes Museo Genaro Pérez reglamenta el "Premio Anual Dr. Genaro Pérez". También proyecta y realiza el programa de "Salones Regionales IKA" y la Bienal Americana de Arte. Organiza una colección de 27 obras de artistas plásticos cordobeses, para ser donada y expuesta en una sala propia en el Museo de Arte Contemporáneo de Santiago de Chile y por otra parte consigue la donación de obras de pintores contemporáneos, para fundar el Museo de Arte Cordobés de la Facultad de Artes de la Universidad Nacional de Córdoba. En esa misma Facultad ejerce entre 1962–1967 como Profesor de la Cátedra Taller de Prácticas Artísticas.
En 1967 se traslada a Buenos Aires abocándose durante los siguientes 10 años al desarrollo y difusión de su obra artística, realizando numerosas exposiciones individuales y colectivas en galerías y salas del país. Con el advenimiento del llamado Proceso de Reorganización Nacional decide en 1977 exiliarse en Madrid. El contacto directo con la cultura y el arte europeos devienen en una profundización del estudio del lenguaje pictórico y una maduración de su propia obra.
En 1982 obtiene la Beca Guggenheim en Pintura. Con la recuperación de la democracia, retorna en 1984 a la Argentina y se radica de manera definitiva en la Ciudad de Córdoba. Paralelamente al incesante desarrollo de su obra pictórica, retoma sus actividades como Profesor de la Cátedra de Pintura en la Facultad de Artes de la Universidad de Córdoba y hasta 1991 ejerce como Director de Artes Visuales, Director de Actividades Artísticas y Director de Acción Cultural para el interior de la provincia.

## Su obra
En los comienzos de su carrera comparte con un grupo de jóvenes pintores el afán de desarrollar un estilo propiamente latinoamericano, inscripto en el lenguaje de la pintura moderna/internacional. En esta búsqueda, Pont Vergés indaga temáticamente en personajes e historias de la cultura vernácula. Estilísticamente se inclina por un expresionismo figurativo, comparable al de Rufino Tamayo. Utilizando colores planos y formas sintetizadas, despliega una técnica matérica y gestual. Este lenguaje rompe claramente con la tradición de la pintura costumbrista, naturalista e idealizada. Sus obras reivindican lo local y se insertan al mismo tiempo en la modernidad internacional. Obras características de esta etapa son “Sandías amarillas” y la serie de los gauchos.
En 1967 se muda de Córdoba a Buenos Aires. Este desplazamiento físico coincide con un desplazamiento estilístico que lo aleja del expresionismo y lo acerca a la pintura metafísica. Su sólida formación en dibujo clásico emerge para dar vida, con maestría realista, a personajes, objetos y espacios. Sin embargo la apariencia real está atravesada por una lógica irreal, que desafía las leyes del espacio/tiempo. Los relatos y las memorias de su infancia en Corrientes son la fuente narrativa de estas obras de fuerte contenido simbólico y atmósfera inquietante. “El pueblo olvidado” es un ejemplo paradigmático de este período. En estos años produce otra serie, que se desprende un tanto de lo mágico-surreal, para reflejar en telas como “La vigilia de los inocentes” o “Vigilia de invierno” la fragilidad de los desamparados.
Durante el autoexilio en Madrid (1977-1984) y con el acceso a la colecciones de los museos de Europa, se abren nuevos horizontes en su búsqueda pictórica. Por un lado agudiza su entendimiento del lenguaje pictórico en sí mismo. Por otro lado, analiza qué es lo que el arte argentino y latinoamericano heredan del arte español y en qué se diferencian de éste. Este análisis lo lleva a obtener en 1982 la Beca Guggenheim en Pintura.
Ajeno a las tendencias del momento, consolida un lenguaje figurativo propio, en el que también aquello que se percibe sin verse es fundamental. Retrata personas de su entorno y se autorretrata, haciendo un estudio de la luz que les otorga a estas obras maestría artística. Un lugar especial dentro de este período ocupan los retratos de su entrañable amigo Rafael Alberti.
Con la restauración de la democracia en Argentina se radica nuevamente en Córdoba para transcurrir aquí el último período de su vida. La obra de estos últimos 20 años es extensa y temáticamente rica. La reflexión sobre lo visto y aprendido en los museos de España se cristaliza en la serie “Los Maestros”, en la que hace referencia a grandes pintores como Velázquez, Manet o Bacon, entre otros. Su eterno compromiso con la libertad y la dignidad del hombre, se resume en la obra de gran formato “La suprema corte de los grandes inocentes” que realiza para el Palacio de Justicia de la Ciudad de Córdoba. Su búsqueda de una identidad pictórica local/regional, encuentra una respuesta en la geografía. El paisaje de las Sierras de Córdoba así como los retratos de los amigos artistas, ocupan un lugar preponderante en su obra. Hacia mediados de la década de 1990, la soltura, la impronta de lo inacabado, el respeto por el trazo sin artificios ganan importancia. Pont Vergés concibe el espacio pictórico, como un universo de posibilidades no sujeto a las limitaciones de tiempo/espacio. Entendiendo y haciendo uso de esta libertad, articula en obras como “Corrección en rojo” y “Paisaje con mesa redonda” la ambigüedad entre lo real y lo pictórico. Estas ficciones visuales, que permiten al espectador ser testigo del pintor creando el paisaje mismo, son también una maravillosa síntesis de los aspectos centrales de la búsqueda y la obra artísticas de Pedro Pont Vergés.

## Distinciones y becas[5]
- 1947 - Mención Grabado, 1er Salón Jockey Club, Córdoba.
- 1954 - 2º Premio Grabado, Salón de Artes Plásticas, Villa María, provincia de Córdoba.
- 1955 - Premio Adquisición Grabado, Salón A.C.A., Museo Provincial de Bellas Artes de Córdoba.
- 1955 - 1er Premio Grabado, Salón de Artes Plásticas, Villa María, provincia de Córdoba.
- 1956 - 4º Premio Pintura, Salón Nacional de Centenario de San Justo, provincia de Buenos Aires.
- 1956 - Premio Adquisición de Pintura, Salón Anual de Santa Fe.
- 1957 - Mención de Honor Monocopia, Salón Nacional de Artes Plásticas, Córdoba.
- 1957 - Premio Adquisición Pintura, II Salón Jockey Club, Córdoba.
- 1958 - 1er Premio Concurso Nacional para el Mausoleo del General Paz, Córdoba.
- 1961 - 1er Premio Pintura, Salón Nacional de Córdoba.
- 1962 - 2º Premio Pintura, Primer Premio Werthein de Pintura Argentina, Buenos Aires.
- 1963 - Premio Especial al Mejor Conjunto de Dibujos, VII Bienal de San Pablo, Brasil.[19][20]
- 1965 - 2º Premio Pintura, Salón Nacional de Tucumán.
- 1969 - Premio Fondo Nacional de las Artes, Salón de Pintura Actual del City Bank, Córdoba.
- 1973 - 1er Premio Pintura, Salón Anual Casa de Córdoba, Buenos Aires.
- 1974 - 2º Premio Dibujo, Salón Nacional de Dibujo, Buenos Aires.
- 1975 - 2º Premio Grabado, Salón Anual de la Casa de Córdoba, Buenos Aires.
- 1982/84 - Beca Guggenheim en Pintura, John Simon Guggenheim Memorial Foundation.[7]
- 1986 - Gran Premio Doctor Genaro Pérez, Córdoba.
- 1998 - 1er Premio, Primer Salón de Pintura Regional Santa Fe.
- 1998 - 1er Premio, Primer Salón de Pintura Regional, Córdoba.

## Museos y Colecciones que contienen sus obras[3]
- Museo Nacional de Bellas Artes, Ciudad Autónoma de Buenos Aires.[10]
- Fondo Nacional de las Artes, Ciudad Autónoma de Buenos Aires.
- Museo Provincial de Bellas Artes "Emilio Caraffa",  provincia de Córdoba.[21]
- Museo Provincial de Bellas Artes "Timoteo Eduardo Navarro", provincia de Tucumán.
- Museo Provincial de Bellas Artes "Rosa Galisteo de Rodríguez", provincia de Santa Fe.
- Museo Municipal de Bellas Artes “Dr. Genaro Pérez”, Ciudad de Córdoba, Córdoba.[22]
- Museo Municipal de Bellas Artes "Fernando Bonfiglioli", Villa María, provincia de Córdoba.[23]
- Museo Municipal de Arte Moderno, Ciudad Autónoma de Buenos Aires.[24]
- Museo Superior de Bellas Artes Evita, Córdoba, provincia de Córdoba.
- Museo Municipal de Bellas Artes "Juan B. Castagnino", Rosario, provincia de Santa Fe.
- Museo Municipal de San Justo, provincia de Buenos Aires.
- Museo de Arte Contemporáneo, Santiago (Chile).[18][8]
- Museo de la Solidaridad "Salvador Allende", Santiago (Chile).[25]
- Museo de Arte Latinoamericano de Nicaragua, Managua (Nicaragua).
- Museo Nacional Centro de Arte Reina Sofía, Madrid (España).
- Colección Palacio de Justicia, Córdoba.[26][16]
- Pinacoteca Banco de la Nación Argentina, Buenos Aires.
- Museo "Arq. Francisco Tamburini", Banco de Córdoba, Córdoba.[27]
- Jockey Club, Córdoba.
- Numerosas colecciones particulares en Argentina, España, Suecia, Francia, Alemania y Estados Unidos de Norteamérica